# Grande-Bretagne aux Jeux olympiques d'hiver de 1976
L'équipe olympique de Royaume-Uni et d'Irlande du Nord a représenté la Grande-Bretagne aux Jeux olympiques d'hiver de 1976 à Innsbruck en Autriche. Elle était représentée par 42 athlètes dans 7 sports.
Elle a remporté une médaille d'or en patinage artistique.

## Médaille
| Médaille      | Nom        | Sport               | Épreuve          |
| ------------- | ---------- | ------------------- | ---------------- |
| Médaille d'or | John Curry | Patinage artistique | Simple messieurs |

## Ski alpin
Hommes
| Athlète            | Épreuve      | Course 1      | Course 1   | Course 2      | Course 2   | Total         | Total      |
| Athlète            | Épreuve      | Temps         | Classement | Temps         | Classement | Temps         | Classement |
| ------------------ | ------------ | ------------- | ---------- | ------------- | ---------- | ------------- | ---------- |
| Konrad Bartelski   | Descente     |               |            |               |            | DNF           | –          |
| Peter Fuchs        | Descente     |               |            |               |            | 1 min 52 s 75 | 37         |
| Stuart Fitzsimmons | Descente     |               |            |               |            | 1 min 50 s 89 | 32         |
| Alan Stewart       | Descente     |               |            |               |            | 1 min 50 s 56 | 30         |
| Konrad Bartelski   | Slalom géant | DNF           | –          | –             | –          | DNF           | –          |
| Peter Fuchs        | Slalom géant | 1 min 56 s 94 | 54         | DNF           | –          | DNF           | –          |
| Stuart Fitzsimmons | Slalom géant | 1 min 55 s 77 | 51         | DNF           | –          | DNF           | –          |
| Alan Stewart       | Slalom géant | 1 min 54 s 49 | 44         | 1 min 55 s 15 | 33         | 3 min 49 s 64 | 33         |
| Alan Stewart       | Slalom       | DSQ           | –          | –             | –          | DSQ           | –          |
| Peter Fuchs        | Slalom       | DNF           | –          | –             | –          | DNF           | –          |
| Konrad Bartelski   | Slalom       | DNF           | –          | –             | –          | DNF           | –          |
| Stuart Fitzsimmons | Slalom       | n/a           | ?          | DNF           | –          | DNF           | –          |

Femmes
| Athlète          | Épreuve      | Course 1 | Course 1   | Course 2 | Course 2   | Total         | Total      |
| Athlète          | Épreuve      | Temps    | Classement | Temps    | Classement | Temps         | Classement |
| ---------------- | ------------ | -------- | ---------- | -------- | ---------- | ------------- | ---------- |
| Theresa Wallis   | Descente     |          |            |          |            | 1 min 59 s 77 | 37         |
| Hazel Hutcheon   | Descente     |          |            |          |            | 1 min 58 s 33 | 35         |
| Fiona Easdale    | Descente     |          |            |          |            | 1 min 57 s 66 | 34         |
| Valentina Iliffe | Descente     |          |            |          |            | 1 min 53 s 31 | 29         |
| Serena Iliffe    | Slalom géant |          |            |          |            | 1 min 45 s 09 | 39         |
| Theresa Wallis   | Slalom géant |          |            |          |            | 1 min 41 s 66 | 38         |
| Fiona Easdale    | Slalom géant |          |            |          |            | 1 min 41 s 09 | 37         |
| Valentina Iliffe | Slalom géant |          |            |          |            | 1 min 35 s 48 | 30         |
| Anne Robb        | Slalom       | DSQ      | –          | 53 s 52  | 19         | DSQ           | –          |
| Hazel Hutcheon   | Slalom       | n/a      | 27         | DNF      | –          | DNF           | –          |
| Fiona Easdale    | Slalom       | 54 s 12  | 25         | 52 s 88  | 18         | 1 min 47 s 00 | 18         |
| Valentina Iliffe | Slalom       | 51 s 65  | 23         | 48 s 49  | 14         | 1 min 40 s 14 | 15         |

## Biathlon
Pour un article plus général, voir Biathlon aux Jeux olympiques de 1976.
Hommes
| Épreuve | Athlète         | Temps              | Penalties | Adjusted time 1    | Classement |
| ------- | --------------- | ------------------ | --------- | ------------------ | ---------- |
| 20 km   | Jeffrey Stevens | 1 h 18 min 15 s 87 | 9         | 1 h 27 min 15 s 87 | 39         |
| 20 km   | Malcolm Hirst   | 1 h 16 min 52 s 97 | 9         | 1 h 25 min 52 s 97 | 36         |
| 20 km   | Graeme Ferguson | 1 h 18 min 18 s 09 | 6         | 1 h 24 min 18 s 09 | 29         |

1One minute added per close miss (a hit in the outer ring), two minutes added per complete miss.
Relai 4 x 7,5 km hommes
| Athlètes                                                   | Course   | Course             | Course     |
| Athlètes                                                   | Misses 2 | Temps              | Classement |
| ---------------------------------------------------------- | -------- | ------------------ | ---------- |
| Malcolm Hirst Jeffrey Stevens Paul Gibbins Graeme Ferguson | 8        | 2 h 11 min 54 s 36 | 13         |

2A penalty loop of 200 metres had to be skied per missed target.

## Bobsleigh
Pour un article plus général, voir Bobsleigh aux Jeux olympiques de 1976.
| Bob   | Athlètes                 | Épreuve   | Run 1   | Run 1      | Run 2   | Run 2      | Run 3   | Run 3      | Run 4   | Run 4      | Total         | Total      |
| Bob   | Athlètes                 | Épreuve   | Temps   | Classement | Temps   | Classement | Temps   | Classement | Temps   | Classement | Temps         | Classement |
| ----- | ------------------------ | --------- | ------- | ---------- | ------- | ---------- | ------- | ---------- | ------- | ---------- | ------------- | ---------- |
| GBR-1 | Jackie Price Gomer Lloyd | Bob à 2 H | 58 s 05 | 19         | 58 s 13 | 19         | 57 s 90 | 18         | 58 s 02 | 17         | 3 min 52 s 10 | 20         |
| GBR-2 | Mark Agar Michael Sweet  | Bob à 2 H | 58 s 40 | 21         | 58 s 33 | 22         | 57 s 90 | 18         | 58 s 08 | 18         | 3 min 52 s 71 | 21         |

| Bob   | Athlètes                                                       | Épreuve   | Run 1   | Run 1      | Run 2   | Run 2      | Run 3   | Run 3      | Run 4   | Run 4      | Total         | Total      |
| Bob   | Athlètes                                                       | Épreuve   | Temps   | Classement | Temps   | Classement | Temps   | Classement | Temps   | Classement | Temps         | Classement |
| ----- | -------------------------------------------------------------- | --------- | ------- | ---------- | ------- | ---------- | ------- | ---------- | ------- | ---------- | ------------- | ---------- |
| GBR-1 | Jackie Price Colin Campbell Michael Sweet Gomer Lloyd          | Bob à 4 H | 56 s 02 | 14         | 56 s 07 | 13         | 56 s 72 | 11         | 57 s 58 | 14         | 3 min 46 s 39 | 13         |
| GBR-2 | Mark Agar Anthony Norton Graham Sweet Andrew Ogilvy-Wedderburn | Bob à 4 H | 57 s 21 | 20         | 56 s 88 | 20         | 57 s 75 | 18         | 58 s 01 | 18         | 3 min 49 s 85 | 20         |

## Ski de fond
Pour un article plus général, voir Ski de fond aux Jeux olympiques de 1976.
Hommes
| Épreuve | Athlète         | Course         | Course     |
| Épreuve | Athlète         | Temps          | Classement |
| ------- | --------------- | -------------- | ---------- |
| 15 km   | Keith Oliver    | 52 min 31 s 00 | 68         |
| 15 km   | Douglas Elliott | 52 min 14 s 27 | 65         |
| 15 km   | Paul Gibbins    | 51 min 48 s 02 | 63         |

## Patinage artistique
Pour un article plus général, voir Patinage artistique aux Jeux olympiques de 1976.
Hommes
| Athlète       | CF | SP | FS | Points | Places | Classement    |
| ------------- | -- | -- | -- | ------ | ------ | ------------- |
| Glyn Jones    | 19 | 17 | 16 | 157.24 | 141    | 16            |
| Robin Cousins | 14 | 11 | 8  | 178.14 | 83     | 10            |
| John Curry    | 2  | 2  | 1  | 192.74 | 11     | Médaille d'or |

Femmes
| Athlète           | CF | SP | FS | Points | Places | Classement |
| ----------------- | -- | -- | -- | ------ | ------ | ---------- |
| Karena Richardson | 17 | 15 | 14 | 166.52 | 137    | 15         |

Couples
| Athlètes                        | SP | FS | Points | Places | Classement |
| ------------------------------- | -- | -- | ------ | ------ | ---------- |
| Erica Taylforth Colin Taylforth | 10 | 12 | 120.40 | 108    | 11         |

Danse sur glace
| Athlètes                      | CD | FD | Points | Places | Classement |
| ----------------------------- | -- | -- | ------ | ------ | ---------- |
| Kay Barsdell Kenneth Foster   | 13 | 13 | 175.16 | 111    | 12         |
| Janet Thompson Warren Maxwell | 8  | 8  | 186.80 | 78     | 8          |
| Hilary Green Glyn Watts       | 6  | 7  | 191.40 | 57     | 7          |

## Luge
Pour un article plus général, voir Luge aux Jeux olympiques de 1976.
Hommes
| Athlète                 | Run 1    | Run 1      | Run 2    | Run 2      | Run 3    | Run 3      | Run 4    | Run 4      | Total          | Total      |
| Athlète                 | Temps    | Classement | Temps    | Classement | Temps    | Classement | Temps    | Classement | Temps          | Classement |
| ----------------------- | -------- | ---------- | -------- | ---------- | -------- | ---------- | -------- | ---------- | -------------- | ---------- |
| Jeremy Palmer-Tomkinson | 57 s 056 | 37         | 54 s 881 | 25         | 54 s 959 | 28         | 55 s 828 | 34         | 3 min 42 s 724 | 30         |
| Richard Liversedge      | 56 s 721 | 35         | 55 s 997 | 35         | 55 s 959 | 35         | 56 s 132 | 36         | 3 min 44 s 839 | 33         |
| Michel de Carvalho      | 56 s 340 | 32         | 55 s 412 | 29         | 55 s 277 | 32         | 55 s 636 | 32         | 3 min 42 s 665 | 29         |

Doubles hommes
| Athlètes                                   | Run 1    | Run 1      | Run 2    | Run 2      | Total          | Total      |
| Athlètes                                   | Temps    | Classement | Temps    | Classement | Temps          | Classement |
| ------------------------------------------ | -------- | ---------- | -------- | ---------- | -------------- | ---------- |
| Jeremy Palmer-Tomkinson Michel de Carvalho | 46 s 400 | 23         | 44 s 977 | 16         | 1 min 31 s 377 | 20         |
| Richard Liversedge Russell Tapp            | DNF      | –          | –        | –          | DNF            | –          |

## Patinage de vitesse
Pour un article plus général, voir Patinage de vitesse aux Jeux olympiques de 1976.
Hommes
| Épreuve  | Athlète         | Course         | Course     |
| Épreuve  | Athlète         | Temps          | Classement |
| -------- | --------------- | -------------- | ---------- |
| 500 m    | Archie Marshall | 40 s 85        | 16         |
| 1000 m   | Archie Marshall | 1 min 24 s 00  | 21         |
| 1500 m   | Geoff Sandys    | 2 min 09 s 17  | 24         |
| 5000 m   | Geoff Sandys    | 8 min 13 s 03  | 26         |
| 10 000 m | Geoff Sandys    | 16 min 26 s 27 | 18         |